# Inno (EP)
Inno è il primo EP del cantautore italiano Mameli, pubblicato il 26 aprile 2019 tramite doppia etichetta Hokuto Empire e Sony Music.

## Descrizione
L'EP è stato prodotto mentre il cantautore partecipava alla 18ª edizione del talent show Amici di Maria De Filippi. Nell'EP è incluso anche il singolo Ci vogliamo bene cantato più volte dal cantante durante il talent.

## Tracce
Testi e musiche di Mario Castiglione, eccetto dove indicato.
1. Ci vogliamo bene – 3:09 (testo: Mario Castiglione, Dario Torrisi)
2. Limonare – 3:09 (testo: Mario Castiglione, Alessandro Forte, Daniele Lazzarin, Iacopo Sinigaglia)
3. Milioni di cose – 3:06
4. Netflix – 2:59 (testo: Mario Castiglione, Dario Torrisi)
5. Lentiggini – 3:46 (testo: Mario Castiglione, Dario Torrisi)
6. Gelateria – 3:01
7. Casa di carta – 3:18 (testo: Mario Castiglione, Daniele Lazzarin)